# Basudebpur
Basudebpur, auch Basudevpur, ist eine Stadt im indischen Bundesstaat Odisha.
Die Stadt ist Teil des Distrikts Bhadrak. Basudebpur hat den Status eines Municipal Council. Die Stadt ist in 23 Wards gegliedert. Sie hatte am Stichtag der Volkszählung 2011 33.690 Einwohner, von denen 16.927 Männer und 16.763 Frauen waren. Die Alphabetisierungsrate lag 2011 bei 81,3 % und damit über dem nationalen Durchschnitt. Hindus bilden mit einem Anteil von ca. 89 % die Mehrheit der Bevölkerung in der Stadt. Muslime bilden mit einem Anteil von ca. 11 % eine Minderheit.